# Leptodontium pungens
Leptodontium pungens är en bladmossart som beskrevs av Kindberg 1888. Leptodontium pungens ingår i släktet groddmossor, och familjen Pottiaceae. Inga underarter finns listade i Catalogue of Life.